# Cristien Polak
Christine (Cristien) Renate Polak (4 april 1954 – 26 september 2022) was een Surinaams diplomaat en politicus. Ze was gevolmachtigd minister in Caracas en van 2017 tot 2019 minister van Sociale Zaken en Volkshuisvesting.

## Biografie
Polak studeerde in 1982 af in de orthopedagogiek aan de Rijksuniversiteit Groningen. In 1977 was zij een van de vertegenwoordigers van de Organisatie voor Surinaamse Vrouwen (OSV) die streed voor verbetering van de positie van vrouwen in Suriname. In 1984 werkte zij op het secretariaat van de marxistische Surinaamse minister van Onderwijs en Wetenschappen Glenn Sankatsing. In die functie was zij hoofd van de afdeling die de democratiseringsactiviteiten binnen het Surinaams onderwijs moest coördineren, dat volgens de Surinaamse regering te veel op Nederland gericht zou zijn.
Later was zij gevolmachtigd minister op de Surinaamse ambassade in Caracas. Op 1 februari 2017 werd zij benoemd tot minister van Sociale Zaken en Volkshuisvesting in het kabinet-Bouterse II.
Polak stelde haar portefeuille in mei 2019 ter beschikking. Haar vertrek werd in het algemeen verrassend genoemd; Bouterse benadrukte in zijn persconferentie dat zij een gerespecteerd minister is geweest. Wel was er kritiek vanuit de regeringspartij NDP op haar wijze van communiceren, met name door fractieleider André Misiekaba die haar opvolgde.
Christien Polak overleed op 26 september 2022. Ze is 68 jaar oud geworden.